# ジヌディーヌ・スアレム
ジヌディーヌ・スアレム（Zinedine Soualem、1957年4月17日 - ）は、フランスの俳優。セドリック・クラピッシュ監督作品の常連として知られる。

## 主な出演作品
- 猫が行方不明（1996）
- ディディエ（1997）
- マドモワゼル（2001）
- スナッチ・アウェイ（2003）
- ロシアン・ドールズ（2005）
- その男ヴァン・ダム（2008）
- プレイ‐獲物‐（2010）
- ノンストップ!（2010）
- 戦争より愛のカンケイ（2010）
- フランス、幸せのメソッド（2011）
- ムード・インディゴ うたかたの日々（2013）
- パリのどこかで、あなたと（2019）
- パリのちいさなオーケストラ（2022）
- セプテンバー5（2024）